# Gardman
Gardman, (arm.: Գարդման), formațiune statală pe teritoriul Armeniei antice si Azerbaidjanului actual înainte de cucerirea arabă. Înainte de a deveni un principat, Gardman fusese unul din districtele provinciei istorice armene Utik. In Evul Mediu timpuriu, statul feudal Gardman s-a format la frontiera dintre Armenia și Albania Caucaziană, avand o populație mixtă armeană și albană. 
Istoricii contemporani armeni se referă la teritoriul statului Gardman ca fiind Artsakhul de Nord. În perioada declinului dinastiei Arsacizilor în Armenia Major, teritoriul Gardman a fost achiziționat de Albania Caucaziană (387 AD). La sfârșitul sec. al VI-lea și începutul sec. al VII-lea în aceasta zonă din răsaritul Armeniei antice s-a instaurat puterea dinastiei Mihranizilor de origine partă, statul creștin Gardman cu capitala în orașul Barda. Cel mai renumit dintre Mihranizi a fost Djivanșir (637-681). În timpul acestuia Albania caucaziană s-a întărit, în țara s-au dezvoltat știința și cultura, s-au construit palate și biserici. La începutul atacurilor arabe, regiunile din Azerbaidjanul Iranian (la sud de fluviul Arax) intrau în componența Statului Sasanid, iar partea de la nord de Arax, numita și Arran avea cârmuitorii săi Mihranizi. Aceasta dinastie, recunoscând puterea califului, a rezistat până la începutul sec. al VIII-lea. De la jumătatea sec. al VII-lea și până la sfârșitul sec. al VIII-lea soarta Albaniei Caucaziene a fost legată nu numai de califat ci și de khaganatul Hazar. Hazarii, în anii 627-628, au cucerit aproape toată Transcaucazia inclusiv Albania Caucaziană de la răsaritul Armeniei Bagratide de mai târziu. S-au înregistrat și în următorii ani atacuri ale acestora în zonă. În decurs de aproape 150 de ani hazarii au stăpânit o parte din regiunile din nordul Azerbaidjanului de azi, reședința de bază a acestora aflându-se în Kabala. Aceștia năvăleau permanent în Albania Caucaziană, ajungând până la Ardabil în Iran. În sec. al VIII-lea comandanții arabi de oști au infrânt cu succes pe hazari și au întreprins campanii împotriva khaganatului.

În anul 705 arabii au luat sub control tot Caucazul de Sud. Încurajând monofizitismul, ei au devenit întreținut relații mai favorabile cu aristocrații armeni, încercand sa limiteze influența Bizanțului. Dimpotrivă, Albania diofizită a fost în majoritate convertită cu forța la Islamism. 

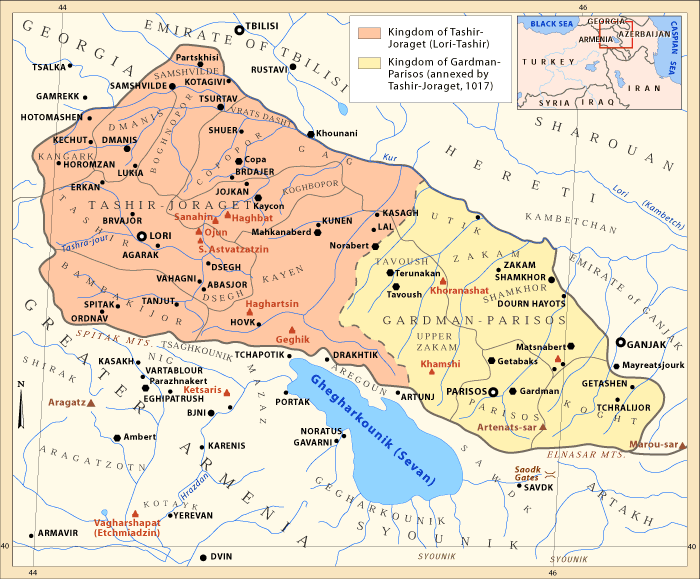
Regatul armean Gardman-Parisos (galben) înainte de achiziția sa de către Regatul armean din Lori la 1017.

 În 982, ia naștere un mic regat armean, Gardman-Parisos, care rezistă pâna în 1017 după care intră în componența Regatului Armean din Lori. În 1601, familia princiară armeană Melik-Șahnazarian pune bazele unui principat autonom (melikat) numit Gardman, ca parte componentă a Persiei Safavide, cu capitala la Voskanapat.  